# Owingsville
Owingsville is een plaats (city) in de Amerikaanse staat Kentucky, en valt bestuurlijk gezien onder Bath County.

## Demografie
Bij de volkstelling in 2000 werd het aantal inwoners vastgesteld op 1488.
In 2006 is het aantal inwoners door het United States Census Bureau geschat op 1585, een stijging van 97 (6,5%).

## Geografie
Volgens het United States Census Bureau beslaat de plaats een oppervlakte van
5,6 km², geheel bestaande uit land. Owingsville ligt op ongeveer 310 m boven zeeniveau.

## Plaatsen in de nabije omgeving
De onderstaande figuur toont nabijgelegen plaatsen in een straal van 20 km rond Owingsville.